# Garâa Sejnane
La Garâa Sejnane ou Garâa Sejenane est une zone humide bordant l'oued Sejnane, dans les Mogods, au nord-est de la Tunisie. Elle appartient à l'ensemble « Kabylies–Numidie–Kroumirie » qui est un point chaud de biodiversité.

## Description géomorphologique

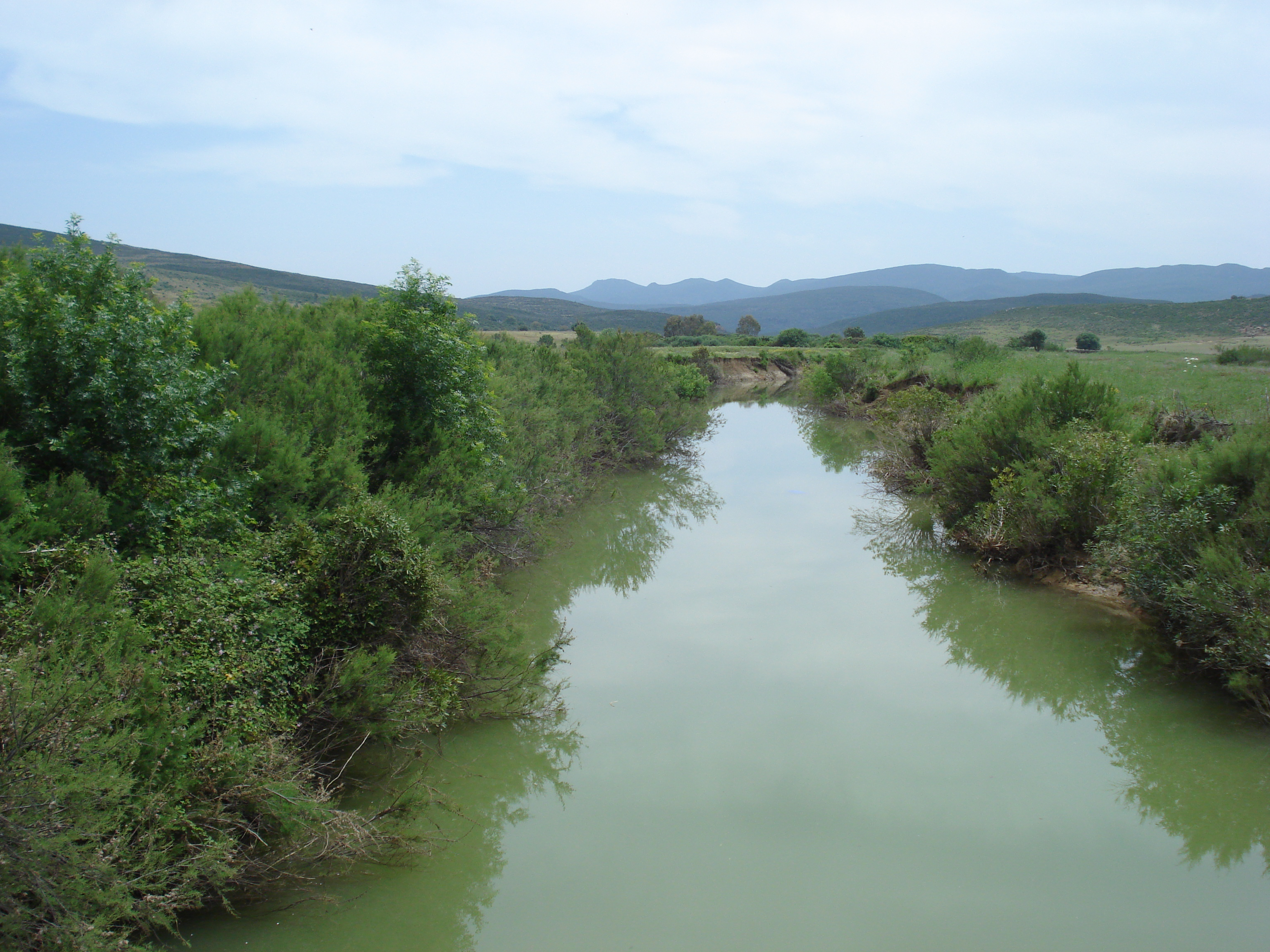
Vue de l'oued Sejnane, la rivière bordant la plaine.

La Garâa Sejnane est une dépression, de cinq kilomètres de large sur trois kilomètres de hauteur, située à une altitude de 110 mètres.
Alimentée par des oueds venant des montagnes environnantes, appartenant à la chaîne des Mogods, elle se transforme en marécage dès l'automne. Elle se serait formée à la fin du Néogène, par dépôt de matériaux arrachés aux Mogods. Lors du Quaternaire, les dépôts les plus grossiers auraient été emportés vers la basse vallée ; seuls des matériaux fins y subsistent.

## Importance écologique
En 1951, la Garâa Sejnane est décrite comme un lac temporaire de trois kilomètres sur six bordée par une communauté végétale de cent mètres de large, l’Isoetetum velatae, et occupé en son centre par un marais à Schoenoplectus lacustris.
C'est désormais une zone drainée, cultivée et pâturée. Malgré sa dégradation, cette zone humide comporte quinze espèces rares ou très rares et fortement menacées, parmi lesquelles trois nouvelles espèces pour la Tunisie : Pilularia minuta, espèce en danger selon l'UICN, Crassula vaillantii et Nitella gracilis. Elle constitue l'unique localité connue en Tunisie des espèces suivantes : Mibora minima, Nitella gracilis, Persicaria amphibia et Rumex tunetanus, endémique et gravement menacée d'extinction, qui y a été retrouvée en 2010.
Les autres espèces patrimoniales sont Baldellia ranunculoides, Bellis prostrata, Elatine macropoda, Glyceria spicata, Illecebrum verticillatum, Ludwigia palustris, Lythrum borysthenicum, Solenopsis bicolor, mais également Hypericum afrum, Lysimachia tyrrhenia (= Anagallis crassifolia), Osmunda regalis et Ranunculus hederaceus. Plusieurs espèces, mentionnées et/ou collectées avant 1960, ont disparu du site (certaines sont d'ailleurs considérées comme éteintes au niveau du pays) : Alternanthera sessilis, Butomus umbellatus, Myriophyllum alterniflorum, Nymphaea alba, Potamogeton lucens, Ricciocarpus natans, Utricularia gibba et Utricularia vulgaris.
Huit espèces de charophytes y ont été inventoriées : Chara braunii, Chara connivens, Chara oedophylla, Chara vulgaris, Nitella capillaris, Nitella gracilis (non revu depuis 1926), Nitella opaca et Tolypella glomerata (non revu depuis 1970). Elles renforcent encore l'intérêt de cette zone humide,.
Cela met en évidence l'importance d'une gestion conservatoire de cette zone.

## Importance économique
Cette zone humide a vu en quelques décennies l'agriculture se développer par le drainage des terres. Avant la révolution de 2011, le gouvernement prévoyait d'accroître la surface exploitée dans la région de Nefza et de Sejnane de 4 000 hectares.
De petites extractions de sable et d'argile sont exploitées par les habitants eux-mêmes. L'argile est employée par les femmes pour réaliser des poteries traditionnelles, activité économique importante pour la région.